# American Horror Story: 1984
American Horror Story: 1984 é a nona temporada da série de televisão American Horror Story, do FX. A temporada estreou em 18 de setembro de 2019 e terminou em 13 de novembro de 2019.
Os membros do elenco que retornaram de temporadas anteriores incluem Emma Roberts, Billie Lourd, Leslie Grossman, Cody Fern e John Carroll Lynch, junto com os novos membros de elenco Matthew Morrison, Gus Kenworthy, Angelica Ross e Zach Villa.

## Sinopse
1984 é ambientada no ano-título em Los Angeles, e segue a história dos amigos Brooke, Montana, Xavier, Chet e Ray, que participavam de uma academia de dança aeróbica e, depois, vão trabalhar como conselheiros no Acampamento Redwood, o local mais frequentado por jovens nas férias de verão. Porém, o que eles não esperavam era que o jardineiro e serial killer Benjamin Richter, conhecido como Sr. Jingles, que fez o maior massacre de verão no local na década de 70, acaba escapando do sanatório e retorna ao acampamento em busca de vingança.

## Elenco e personagens

### Principal
- Emma Roberts como Brooke Thompson
- Billie Lourd como Montana Duke
- Leslie Grossman como Margaret Booth
- Cody Fern como Xavier Plympton
- Matthew Morrison como Trevor Kirchner
- Gus Kenworthy como Chet Clancy
- John Carroll Lynch como Benjamin Richter / Sr. Jingles
- Angelica Ross como Donna Chambers
- Zach Villa como Richard Ramirez

### Recorrente
- DeRon Horton como Ray Powell
- Orla Brady como Dra. Karen Hopple
- Lou Taylor Pucci como Jonas Shevoore
- Tara Karsian como Chefe Bertie
- Sean Liang como Pete
- Leslie Jordan como Courtney
- Lily Rabe como Lavinia Richter
- Dylan McDermott como Bruce

### Convidado
- Mitch Pileggi como Art
- Don Swayze como Roy
- Todd Stashwick como Blake
- Steven Culp como Pai de Brooke
- Spencer Neville como Joseph Cavanaugh
- Dreama Walker como Rita
- Mark Daugherty como Chan
- Tim Russ como David
- Richard Gunn como Vice-Chefe
- Nick Chinlund como Warden
- Tanya Clarke como Lorraine
- Yvonne Zima como Red
- Eric Staves como Dustin
- Connor Cain como Benjamin Richter jovem
- Stefanie Black como Stacey Phillips
- Finn Wittrock como Bobby Richter

## Episódios
| N.º na série | N.º na temp. | Título              | Dirigido por          | Escrito por                | Exibição original      | Audiência (milhões) |
| --- | ------------ | ------------------- | --------------------- | -------------------------- | ---------------------- | ------------------- |
| 95 | 1            | "Camp Redwood"      | Bradley Buecker       | Ryan Murphy & Brad Falchuk | 18 de setembro de 2019 | 2.13                |
| Em 1984, Brooke Thompson é atacada pelo Night Stalker e decide deixar a cidade durante o verão para trabalhar como conselheira no Acampamento Redwood com seus novos amigos de uma aula de dança aeróbica. No caminho, eles atropelam um caminhante na estrada. O grupo o leva para o acampamento onde ele é atendido pela enfermeira do acampamento, Rita. Margaret Booth, a proprietária do campo, apresenta-se aos conselheiros e faz um tour pelos jardins. Mais tarde, ao redor da fogueira, os conselheiros descobrem com Rita que o Acampamento Redwood foi o local de um massacre em 1970 cometido pelo jardineiro Benjamin Richter, conhecido como Sr. Jingles. Margaret revela que ela era a única sobrevivente daquela noite. Brooke encontra o caminhante morto por Jingles, mas o corpo e Richter não são encontrados em nenhum lugar quando os outros investigam. |              |                     |                       |                            |                        |                     |
| 96 | 2            | "Mr. Jingles"       | John J. Gray          | Tim Minear                 | 25 de setembro de 2019 | 1.49                |
| Margaret descobre a fuga de Richter da instituição mental, mas insiste que o campo será aberto conforme o planejado. Brooke fica abalada após um telefonema com o Sr. Jingles e se abre para Montana sobre seu casamento desastroso um ano antes. Montana beija Brooke, deixando-a chocada. Xavier é perseguido e é puxado para dentro de um carro por um homem chamado Blake que o forçou a atuar em pornografia gay, no entanto, Xavier oferece Trevor como seu substituto. Em vez disso, Blake é morto por Richter. Brooke é perseguida pelo Night Stalker depois de ver um corpo no lago, mas escapa. O Night Stalker tenta assassinar o caminhante, que continua sendo constantemente morto e ressuscitado. Os conselheiros encontram o corpo de Blake com a orelha decepada e assumem que o Sr. Jingles encontrou seu caminho para acampar e os está caçando. Margaret é abordada por Richard Ramirez, o Night Stalker, e ela o contrata para defender e proteger as crianças do Sr. Jingles. Os conselheiros tentam escapar, mas devem se dividir em dois grupos para recuperar as chaves. Margaret conhece o caminhante e deduz que ele é o fantasma de um conselheiro desde 1970. Ambos os grupos, liderados por Trevor e Rita, são individualmente cercados por alguém fora de suas cabines, batendo na porta. |              |                     |                       |                            |                        |                     |
| 97 | 3            | "Slashdance"        | Mary Wigmore          | James Wong                 | 2 de outubro de 2019   | 1.34                |
| O grupo de Rita é abordado por Ramirez, e eles decidem se separar para aumentar suas chances de sobrevivência. Ramirez eventualmente invade e ataca Ray repetidamente, mas Chet o salva e eles fogem. Os dois acabam caindo em uma armadilha cheia de estacas de madeira, e Chet é empalado pelo ombro. Ray, depois de confessar a Chet sobre um incidente na faculdade onde ele foi responsável pela morte de um estudante da fraternidade, deixa Chet para morrer. Os perseguidores do grupo de Trevor acabam sendo um grupo de brincalhões representando o Sr. Jingles como parte de uma tradição, mas Richter mata os brincalhões enquanto Trevor, Montana e Xavier fogem. Brooke fica sozinha com Rita e planeja ir alertar a polícia, mas Rita a droga e se revela Donna Chambers, uma psicóloga obcecada por assassinos em série que orquestrou a fuga de Richter. Donna arrasta Brooke para longe. Richter depois mata a verdadeira Rita, cuja identidade Donna assumiu. Trevor e Xavier encontram Chet e o resgatam; Trevor empurra na armadilha cheia de estacas de madeira quem ele acredita ser o Sr. Jingles, mas é apenas mais um brincalhão. Montana e Ray são abordados por Ramirez; Ray abandona Montana na motocicleta de Trevor, apenas para ser decapitado por Richter durante a fuga. Montana e Ramirez se beijam. |              |                     |                       |                            |                        |                     |
| 98 | 4            | "True Killers"      | Jennifer Lynch        | Jay Beattie                | 9 de outubro de 2019   | 1.29                |
| Através de flashbacks, é revelado que Montana e Ramirez se tornaram amantes depois de se conhecerem na aula de aeróbica de Montana. Naquela época, ela recrutou Ramirez para assassinar Brooke como vingança pela morte do irmão de Montana no casamento de Brooke. No presente, Xavier procura Bertie, a cozinheira do acampamento, para avisa-la do que estava acontecendo, mas Richter os descobre. Richter coloca Xavier no forno e o liga, mas Bertie fatalmente ferida o salva. Agora severamente queimado, Xavier misericordiosamente mata Bertie. Brooke, enquanto isso, cai em uma armadilha montada por Donna. Ramirez rastreia Brooke depois de ser avisado por Montana, mas Richter aparece. Ramirez e Richter lutam, com Brooke escapando durante o caos e Ramirez aparentemente é morto. Richter visita Margaret, que revela que ela era a verdadeira assassina em 1970 após o assédio moral nas mãos dos outros campistas. Richter, culpado pelos assassinatos, foi posteriormente submetido a tratamentos terríveis durante seu tempo no asilo. Margaret atira em Richter e presume que ele estava morto. Trevor chega depois de ouvir os tiros, e Margaret o mata. Richter não estava morto e foi embora. Xavier, depois de encontrar Richter, é encontrado por Brooke. Eles se encontram com Chet, Montana e Margaret, que mente dizendo que Richter matou Trevor. Em outro lugar do acampamento, Donna testemunha Ramirez sendo revivido por uma força sobrenatural. |              |                     |                       |                            |                        |                     |
| 99 | 5            | "Red Dawn"          | Gwyneth Horder-Payton | Dan Dworkin                | 16 de outubro de 2019  | 1.09                |
| Quatro anos atrás, Donna descobre que seu pai é um serial killer de jovens mulheres pouco antes de ele se matar, levando à sua obsessão. No presente, Ramirez explica a Donna que ele foi ressuscitado por Satanás e agora sabe tudo o que Donna fez. Enquanto isso, Margaret sugere passear de barco pelo lago em busca de ajuda, e Chet concorda em ir com ela. No lago, Margaret revela a verdade a Chet e depois o mata. Donna encontra Xavier e Montana e admite libertar Richter, causando a ira de Xavier. Ela foge e corre para Richter, pedindo que ele a mate para aliviar sua culpa; ele recusa. Richter rastreia Margaret; Xavier aparece e mata Richter, apenas para Margaret então matar Xavier. Ramirez chega e usa Satanás para reviver Richter. Brooke encontra o fantasma de Ray e acaba perdendo a virgindade com ele; ela descobre que Ray está morto quando encontra sua cabeça decepada. Brooke retorna a Montana para pedir ajuda, que a ataca e admite a contratação de Ramirez. Enquanto as duas lutam, o sol finalmente nasce no dia seguinte e as crianças chegam ao acampamento, apenas para testemunhar Brooke assassinando Montana. Brooke é presa e Margaret a culpa por todas as mortes de seus amigos. Ramirez e Richter roubam um carro da polícia e dirigem em direção a Los Angeles. |              |                     |                       |                            |                        |                     |
| 100 | 6            | "Episode 100"       | Loni Peristere        | Ryan Murphy & Brad Falchuk | 23 de outubro de 2019  | 1.35                |
| Um ano após os eventos em Camp Redwood, Richter se cansou das tendências assassinas de Ramirez e alerta os moradores sobre sua presença, dando a Richter a chance de ir embora sozinho e resultando na prisão de Ramirez. Quatro anos depois, os fantasmas de Montana e Xavier, ainda presos no purgatório do acampamento, matam qualquer um que ofender, para a frustração do fantasma de Ray e dos fantasmas dos conselheiros de 1970. Enquanto isso, Margaret se tornou uma magnata do setor imobiliário, renovando locais de assassinatos famosos ao lado de Trevor, que sobreviveu a sua tentativa de assassinato. Os dois entraram em um casamento contencioso em meio à ameaça de Trevor de expor a verdade. Margaret escolhe Camp Redwood como seu próximo projeto, para desgosto do fantasma de Chet. Um Richter reformado, agora vivendo uma vida tranquila no Alasca com sua nova esposa e filho, aprende sobre o projeto. Ele volta para casa uma noite e encontra sua esposa assassinada por Ramirez, que saiu da prisão com a ajuda de Satanás. Richter entrega seu filho a sua cunhada e vai embora, com a intenção de matar Ramirez. Brooke aparentemente é executado pelos assassinatos de Camp Redwood, mas Donna, posando de executora, a salva |              |                     |                       |                            |                        |                     |
| 101 | 7            | "The Lady in White" | Liz Friedlander       | John J. Gray               | 30 de outubro de 2019  | 1.05                |
| Em 1948, o jovem Richter perde o controle de seu irmão mais novo, Bobby, que é acidentalmente morto por uma hélice de barco. A mãe de Richter, Lavinia, o culpa pela morte. Em 1989, Richter retorna a Camp Redwood e encontra os fantasmas dos conselheiros, que lamentam que estejam sendo aterrorizados pelo fantasma de outra mulher desconhecida. Richter afirma que o fantasma é Lavinia, que ele foi forçado a matar em legítima defesa em 1948. Richter se reúne com ela e ela revela que manipulou Margaret para cometer os assassinatos de 1970 para fazer Richter sofrer pela morte de Bobby. Enquanto isso, Donna leva Brooke a uma pista de patinação para relaxar, onde eles conhecem um homem chamado Bruce. Depois que Bruce conserta o carro, elas concordam em dar uma carona, mas o abandonam na estrada depois que ele revela que conhece Donna e depois mata um policial. Bruce os rastreia e ameaça matá-los, mas elas o enganam e o deixam para morrer. Enquanto Margaret, Trevor, Ramirez, Brooke e Donna convergem para Camp Redwood, Ramirez mata vários músicos do festival de música de Margaret. Richter se mata para retornar como um fantasma e se vingar. |              |                     |                       |                            |                        |                     |
| 102 | 8            | "Rest in Pieces"    | Gwyneth Horder-Payton | Adam Penn                  | 6 de novembro de 2019  | 1.05                |
| Pouco antes do Halloween, Bruce se recupera e dirige para Camp Redwood, interrompendo uma briga entre Ramirez e o fantasma de Richter. Ramirez o convoca para ajudar a eliminar Richter, eventualmente aprendendo que Richter é um fantasma. Donna e Brooke são abordadas por Stacy, uma escritora de tabloides que conhece suas identidades e a levam com elas para Camp Redwood. Brooke promete revelar a história verdadeira para Stacy, planejando secretamente matá-la, mas Donna a impede e a convence a se concentrar em Margaret. Stacy foge, apenas para ser morto por Bruce, Ramirez e Margaret. Margaret revela a Bruce e Ramirez seu plano de assassinar o resto das bandas (exceto Billy Idol) em seu festival. Trevor declara seu amor pelo fantasma de Montana e planeja se matar para se juntar a ela, mas ela o afasta, culpada por seu relacionamento com Ramirez. Os conselheiros mortos, enfurecidos com a série de assassinatos de Richter, amarram-no e se recusam a permitir que ele escape para matar Ramirez. O fantasma de Bobby aparece e arrasta Richter para dentro do lago; ele acorda ao lado de Bobby e Lavinia, que o convencem a ficar com eles. |              |                     |                       |                            |                        |                     |
| 103 | 9            | "Final Girl"        | John J. Gray          | Crystal Liu                | 13 de novembro de 2019 | 1.08                |
| Trinta anos depois, o filho agora adulto de Richter, Bobby, volta para um decrépito Camp Redwood em busca de respostas, tendo recebido cheques de um benfeitor desconhecido desde a infância. Ele é recebido por Montana e Trevor, que explicam que Richter desapareceu após ser arrastado para o lago e nunca mais voltou. Eles revelam o que aconteceu em 1989: para evitar mais mortes, Trevor bloqueia o tráfego para a entrada de Camp Redwood. Margaret atira nele da propriedade do acampamento e o deixa morrer, mas Brooke aparece e o ajuda a ir para o local para que ele possa retornar como um fantasma. O fantasma de Trevor então ataca Bruce e o chuta para fora da área para morrer. Os conselheiros mortos determinam que a única maneira de impedir Ramirez é matá-lo repetidamente, o que fazem por trinta anos. Em 2019, Ramirez acorda mais uma vez e ataca Bobby; Montana leva Bobby para fora do local e o direciona para o asilo. Lá ele conhece Donna, que detalha que, em 1989, os fantasmas assassinaram brutalmente Margaret, mas não antes de Brooke aparentemente ter morrido em uma briga com ela. Donna e Bobby rastreiam o dinheiro de Bobby para Brooke ainda viva, que sobreviveu com a ajuda de Ray. Bobby volta novamente para Camp Redwood, onde o fantasma de Margaret tenta repetidamente matá-lo, mas ele é salvo por Richter, Lavinia e os conselheiros. Bobby compartilha uma despedida chorosa com sua família e parte.                    |              |                     |                       |                            |                        |                     |

## Produção

### Desenvolvimento
Em 12 de janeiro de 2017, American Horror Story foi renovada para uma nona temporada, com uma renovação de duas temporadas ao lado de Apocalypse, prevista para 2019. Em 10 de abril de 2019, o co-criador da série, Ryan Murphy, anunciou que o título da temporada seria 1984. A temporada tem sido descrita como sendo fortemente influenciada pelos clássicos filmes de terror slasher dos anos 1980 como A Hora do Pesadelo, Sexta-Feira 13, Acampamento Sinistro e Halloween.
Em 24 de junho de 2019, a FX anunciou que a temporada iria estrear em 18 de setembro de 2019. Em 26 de agosto de 2019, a FX liberou o primeiro trailer oficial da temporada.

### Escolha de elenco
Em 6 de fevereiro de 2019, Ryan Murphy revelou que Emma Roberts e o medalhista olímpico Gus Kenworthy estrelariam a temporada, fazendo um casal de namorados. Em 8 de julho de 2019, foi anunciado que Sarah Paulson  teria um papel menor em 1984 do que nas temporadas anteriores, no entanto a atriz não pode participar da temporada, devido a seus compromissos com a série de Ryan Murphy na Netflix, Ratched. Dois dias depois, a atriz de Pose, Angelica Ross, anunciou que teria um papel regular na temporada. Em 11 de julho de 2019, Billie Lourd, Cody Fern, Leslie Grossman e John Carroll Lynch foram confirmados para retornar à série, com os novos membros do elenco Matthew Morrison, DeRon Horton e Zach Villa.
Em 2 de abril de 2019, Evan Peters, que já havia atuado nas oito temporadas anteriores como parte do elenco principal, anunciou que não compareceria nesta temporada. Em 23 de maio de 2019, Billy Eichner, que apareceu em Cult e Apocalypse, afirmou que não voltaria na temporada.

### Filmagens
Em 11 de julho de 2019, Ryan Murphy revelou que as filmagens da temporada tiveram inicio em julho de 2019.

## Recepção
American Horror Story: 1984 recebeu críticas positivas de críticos e fãs. O site agregador  Rotten Tomatoes deu a temporada um índice de aprovação de 87%, com uma classificação média de 3,9 / 5, baseado em 8 opiniões. Consenso crítico do site lê: "A quase perfeita mistura de tropos de terror e American Horror Históry ' torções de marca s, 1984 é um momento sangrenta bom".
A revista Rolling Stones colocou está temporada como a quarta melhor temporada da série ao chamar ela de "cativante e sedutora" e que o "clima nostálgico anos 80 deixa tudo melhor".